# Salvador Mazza (Salta)
Salvador Mazza (conocida como Pocitos) es una localidad del extremo norte de Argentina, en la provincia de Salta, a 400 km al norte de la Ciudad de Salta, capital de la provincia, a 55 km de la ciudad de Tartagal sobre la Ruta Nacional 34. Está en la jurisdicción del departamento General José de San Martín, inmediata a la frontera con Bolivia.
La Ruta Nacional 34 y un importante ramal del Ferrocarril General Belgrano unen a la ciudad de Salvador Mazza con el resto de Argentina y con Yacuiba (Bolivia).
Es la ciudad más septentrional de la Argentina, al contrario de lo que muchos argentinos creen, pues está muy popularizada la idea de que la ciudad más norteña del país es La Quiaca, por la frase «de Ushuaia a La Quiaca».

## Toponimia
Epónimo de Salvador Mazza (1886-1946), médico argentino destacado por haber dedicado casi toda su vida al estudio y combate de la tripanosomiasis americana (enfermedad de Chagas-Mazza) y otras enfermedades endémicas.

## Historia
Mientras se discutía el tratado limítrofe con el vecino Estado Plurinacional de Bolivia; cuando aún no se conocía la definición de los límites; Aguaray, como punta de rieles y asiento de la oficina de Aduanas, era considerado zona fronteriza hasta que se fijó la frontera de la jurisdicción nacional a la altura del paralelo de 22°, y como resultado de la cesión a Bolivia de la población de Yacuiba en 1925, con una superficie de 15 km en ángulo hacia el territorio argentino, resultando ser lindera la quebrada de Yacuiba hasta su confluencia con el arroyo Pocitos, por lo cual, se establece la delegación de aduanas argentina en el paraje Pocitos.
- El 20 de septiembre de 1951, el Gobierno de la provincia, por Ley 1359, creó la municipalidad de Profesor Salvador Mazza, en homenaje al prestigioso médico científico codescubridor del tripanosomiasis, quien falleció  de un paro cardíaco por haberse transmitido esa enfermedad endémica. La estación ferroviaria lleva el nombre de Pocitos.

- En 1938 se construyó el puente sobre el río Caraparí, y el camino carretero hacia Yacuiba, el tránsito internacional fue cambiando de recorrido, pasando por Pocitos, al tiempo que la obra del ferrocarril General Belgrano continuaba de Aguaray al norte. Comenzó entonces la etapa de crecimiento y desarrollo del lugar, fueron apareciendo los locales de comercio, especialmente en las cercanías de los controles fronterizos, llegando a tener el paraje una apreciable cantidad de pobladores, lo cual, justificó la creación de la Administración Municipal en 1951, la que dependía de Aguaray hasta entonces. El fluido comercio internacional, provocó un vertiginoso crecimiento de la localidad a la que llegaron comerciantes de distintas regiones, convirtiéndose Salvador Mazza en una plaza mercantil. El comercio internacional tuvo su auge en los años 1950, y luego tuvo significativas variaciones

- En 1978, se construye el puente internacional a Yacuiba. Al ser Salvador Mazza población fronteriza, es sede de una delegación de la Administración de Aduanas y también de una sección de Gendarmería Nacional. Al otro lado de la frontera, en Bolivia, se encuentra la ciudad de Yacuiba, con la que mantiene un activo intercambio comercial y se encuentra conurbada.

Salvador Mazza contaba con 16,068 habitantes (Indec, 2001), lo que representa un incremento del 71,2 % frente a los 9,387 habitantes (Indec, 1991) del censo anterior.

## Geografía

### Ubicación
Prof. Salvador Mazza está ubicado en un valle pequeño entre las sierras de Ipaguazú al este, y la sierra de Aguaragüe o sierra de Tartagal al oeste, dentro de la formación geológica perteneciente al cordón montañoso de la Sierras Subandinas. Es la ciudad más al norte de la región del Bermejo y desde 1925 su principal punto fronterizo.
Se halla a una altitud de 550 m s. n. m. en una franja denominada de “piedemonte o pedemontana”, “selva de transición” o “selva basal” que se extiende desde los 400 hasta los 800 m s. n. m.
Esta zona larga y angosta, tiene una unidad morfológica caracterizada por estar apoyada hacia el oeste en el bloque elevado de la Prepuna o Precordillera salteño-jujeña y sumergida hacia el E en los sedimentos aluviales que forman la llanura chaco-santiagueña.
Adoptó esta fisonomía por los plegamientos y fracturas generadas por los movimientos que dieron origen a la cordillera de los Andes, durante el periodo Terciario.

### Clima
La región pertenece al tipo de clima tropical con estación seca. Tiene la particularidad de poseer un microclima denominado “tropical serrano” cuyas características son abundantes precipitaciones entre noviembre y marzo (entre 700 y 2000 mm) y una estación seca en el resto del año. Otra característica es la amplitud térmica registrada durante el día. Así tenemos en el verano, temperaturas de hasta 50 °C durante el día y de 25 °C durante la noche. Esta diferencia genera brisas suaves que bajan de los cerros (brisa de montaña) haciendo agradable la noche a diferencia de otras localidades del departamento. Durante el invierno se soportan temperaturas de hasta 0 °C generando heladas que, en un número de 3 a 5, se manifiestan en esta estación. El resto del periodo es benigno y muy seco.
Tiene una temperatura promedio de 16 °C en invierno y de 26 °C en verano.
Es esta una zona poco erosionada ya que la espesa vegetación que la cubre (selva tropical o selva tucumano-oranense) funciona como eficaz protección aunque últimamente, la presencia de empresas petroleras han ido abriendo caminos en la laderas de los cerros lo que provoca grandes deslizamientos de tierra en los períodos estivales con el consiguiente degradamiento del suelo.

#### Precipitaciones
Las precipitaciones pueden alcanzar más de 2000 mm anuales; se trata de lluvias de tipo orográfico provocadas por los vientos que soplan en verano en dirección perpendicular a las cadenas montañosas y que descargan su humedad tanto más copiosamente cuanto más alta y compacta es la sierra.
La baja llanura chaqueña juega un papel fundamental en la circulación atmosférica y en la distribución anual de las precipitaciones. Durante el verano es un área de recalentamiento que genera un centro ciclónico estacional. Este atrae los húmedos vientos alisios de procedencia atlántica que penetran como los vientos del NE hasta los relieves montañosos sobre los faldeos orientales donde se producen precipitaciones ortográficas concentradas en dos niveles de condensación. El primero hacia los 1500-1800 mm y el segundo entre 3000-3500 mm, con montos que oscilan entre los 1000 y 2000 mm disminuyendo hacia el oeste hasta alcanzar valores inferiores a 200 mm en el ámbito puneño.
Por el contrario, la ladera occidental y algunos valles intermedios poseen un ambiente cada vez más seco en dirección al oeste.
Las temperaturas también disminuyen hacia el oeste por efecto de la altitud creciente; en las áreas más bajas la media oscila entre 22 °C y 25 °C; en algunos valles intermontamos desciende a 19 °C.

### Hidrografía
Numerosos ríos bajan a la planicie a través de estas sierras originándose en las vertientes orientales del borde de la Puna, y al avanzar por las quebradas y valles interserranos, se va produciendo una paulatina concentración por confluencias sucesivas de tal manera que al llegar a la planicie solo quedan cuatro corrientes con un caudal notablemente crecido: el Pilcomayo, el Bermejo, el Pasaje o Juramento y el Salí.
En los departamentos San Martín y Rivadavia se desarrolla la cuenca del río Itiyuro - Caraparí, que en su tramo superior corre encajonado por formaciones montañosas y en su tramo inferior se diluye en pequeños esteros perdiéndose finalmente por infiltración. Dentro de esta cuenca encontramos el Dique Itiyuro, el cual presenta un gravísimo problema: la considerable reducción de su espejo de agua debido a la gran cantidad de sedimentos depositados en su fondo. Ante esta situación el gobierno provincial ha encarado la construcción de otro dique, el Itiyuro II, muchos más abajo del actual.
Esto provoca la falta de agua para el consumo durante el invierno y la primavera dentro del departamento.

### Sismicidad
La sismicidad del área de Salta es frecuente y de intensidad baja, y un silencio sísmico de terremotos medios a graves cada 40 años.
- Sismo de 1930: aunque dicha actividad geológica catastrófica, ocurre desde épocas prehistóricas, el terremoto del 24 de diciembre de 1930 (94 años),[3] señaló un hito importante dentro de la historia de eventos sísmicos jujeños, con 6,4 Richter. Pero nada cambió extremando cuidados y/o restringiendo códigos de construcción.[2]
- Sismo de 1948: el 25 de agosto de 1948 (76 años) con 7,0 Richter, el cual destruyó edificaciones y abrió numerosas grietas en inmensas zonas[3][2]
- Sismo de 2010: el 27 de febrero de 2010 (15 años) con 6,1 Richter

## Ecología

### Fauna
La fauna incluye las siguientes especies:
caraguay,
comadreja,
corzuela,
jabalí o chancho del monte,
lagartija,
liebre,
murciélago,
oso hormiguero,
oso de anteojos,
puma,
jaguar
quirquincho,
tortuga,
vizcacha,
zorrino,
zorro
Entre las aves se pueden nombrar chalchalero, cardenal, charata,tucán, chufa, garza,guacamayo verde,guacamayo rojo,guacamayo celeste y amarillo, hornero, pava del monte.
En los ríos, la fauna ictícola es apreciable. Entre las piezas que se pueden obtener se hallan boga, dorado, pacú, pejerrey, sábalo, surubí, trucha.
Hay ofidios muy peligrosos como yarará, cascabel, coral, grandes boas como lampalagua (Boa constrictor).

### Flora
La flora en la parte occidental presenta una configuración selvática, con presencia de algarrobos (blancos y negros), cedro, palos amarillos, palos blancos, quinas, sauces, talas, yuchanes y lapachos

### Zonas protegidas
Es un corredor de intenso tránsito comercial, denominado ramal salteño cuyo principal atractivo lo ofrecen sus paisajes “encerrados” donde se conservan importantes reservas de vegetación selvática constituidos en Parques nacionales tales los casos de El Rey y el Baritú y la Reserva Provincial de Acambuco.

## Economía
Indagar desde las Ciencias Sociales nuestro entorno y la red de relaciones que se establecieron y se establecen a través del tiempo es todo un desafío, porque una rama de vínculos se fueron entretejiendo entre el pociteño y su medio natural, y a partir de allí, construyendo una memoria colectiva. Nuestro propósito es analizar desde el punto de vista socio –económico, como se fue elaborando el sentido de pertenencia, la vida cotidiana, las estructuras de poder, las instituciones y otros aspectos relevantes que hacen a la identidad de quienes vivieron y viven en este espacio fronterizo.
Este espacio geográfico constituye un enclave económico fruto de un pasado dinámico y de un presente desafiante que nos convoca a reflexionar y a elaborar un análisis más crítico para desempolvar los procesos económicos y sociales que dieron lugar a la formación de una sociedad, compleja, dinámica y en permanente evolución.
Con el desarrollo actual, las explotaciones industriales del petróleo condujeron a hacer depender toda la economía y buena parte del resto de la actividad social y cultural de las llamadas “industrias madres”, basadas en el monocultivo o la producción de hidrocarburos.
Los cultivos no tradicionales están tomando una importancia creciente: el cultivo del algodón y la soja en el departamento San Martín, como también cultivos alternativos como el cáñamo y el cártamo.
Dentro de la explotación forestal, que siempre tuvo una importancia privilegiada, se destacan las especies de la selva de transición y tropical tales como el quebracho blanco, el algarrobo, la quina colorada, el cedro, la tipa, el palo santo (usado en la fabricación de artesanías por los aborígenes de la zona), etc.
Esta actividad intensiva no tuvo en cuenta la necesaria reforestación lo que produjo una merma considerable en la producción maderera y en las fuentes laborales derivadas de esta actividad.
La explotación maderera intensiva, que no tuvo en cuenta la necesaria reforestación, produjo una sensible merma de la riqueza maderera, con el consiguiente detrimento de la importante fuente de trabajo que dicha actividad económica implica.
Su integración al territorio nacional fue tardía y su incorporación definitiva comenzó en 1895 cuando las vías férreas llegan hasta Perico (Jujuy) y en 1908 llegan a Embarcación (Salta). Desde allí toman dos direcciones: hacia el Este hasta Formosa y hacia el Norte hasta Prof. Salvador Mazza – Est. Pocitos.
El cordón más oriental está jalonado por afloramientos de aguas termales y depósitos de petróleo y están dedicados a la explotación agrícola-ganadera.
Hoy a pesar de la gran cantidad de ingresos económicos por el exportado de todo tipo de mercadería a Bolivia, la urbanización es carente, esto suele ser visible en calles de los barrios de la localidad de Salvador Mazza, la cual no reciben atención por parte de las entidades públicas, todas las calles son de tierra, exceptos algunos puntos.

## Educación
Salvador Mazza cuenta con varias escuelas de enseñanza pública y privadas tanto en nivel primario como secundario.
El C. E. "La Huerta" y el colegio Ntra. Sra. del Lujan son los dos colegios de nivel inicial, primario y secundario de ámbito privado de la localidad, contando el primero con orientación en Humanidades y Ciencias Sociales, y destacándose a nivel nacional en teatro, y en nivel provincial en deportes. El segundo cuenta con orientación en Ciencias Naturales, y es destacado en nivel provincial en deportes y también su destacada participación a nivel nacional en feria de las ciencias.
Otros colegios secundarios de carácter público son la Escuela de Comercio A.A., Escuela Técnica Gral. Enrique Mosconi, el colegio de Artes Jorge Cafrune y el Colegio secundario La Bendición.

## Urbanismo
Tanto el crecimiento de las funciones urbanas como la situación de las áreas de economía marginal o inestable, provocan migraciones definitivas como por ej. hacia el valle de Lerma con su secuela de marginalidad urbana y despoblamiento rural.
En general puede decirse que a mayor densidad y mayor urbanización corresponde un mejor nivel de servicios y desarrollo social; y a la inversa, la baja densidad y la dispersión de la población de un área conllevan a un bajo nivel de servicios y una defectuosa utilización de la infraestructura existente.

## Cultura

### Lugares de interés
Capilla del río Carapari.
Durante mucho tiempo, la actividad religiosa católica alternaba su celebración ritual entre Pocitos y el Río Caraparí.
Allí se lo practicaba en la Capilla "San Francisco de Asís" que se ubica sobre la ruta nacional RN 34 a la vera del río sobre una altura de 25 m aproximadamente.
"La misa se realizaba los días domingos por la mañana. Era emocionante asistir al ritual que se combinaban diversos factores: la frescura del viento que corría por los portales, la rústica sencillez de sus formas y los niños aborígenes entonando canciones sacras.
Por otra parte, la familiaridad del ambiente, siempre invitaba, después del oficio, a la plática con otros feligreses o bien con los sacerdotes Amilcar o Silvio. La misma se desarrollaba durante una breve caminata por los jardines y huertos de la misión y, según la estación, eran los frutos recibidos: mangos, paltas, papayas, pomelos, mandarinas, mandiocas, porotos, etc.
Muchos matrimonios se concretaron en esa bella capilla rodeada de rosales, frescas sombras de pacaraes, jacarandás, mangos y lapachos y un paisaje majestuoso que se domina desde la altura.
Bajo su losa y dentro de la capilla, descansan los restos del padre Silvio Mastroantonio, quien fuera el motor de la misión.
Hoy son las hermanas franciscanas y el padre Domingo Torres, quienes continúan al frente de la misma.

### Festividades
- Fiesta patronal en honor del "Señor del Milagro", 15 de septiembre
- Fiesta patronal por la Virgen de Luján, 8 de mayo
- Fiesta local de la ciudad, 30 de Agosto
- Fiesta patronal por la Virgen de Urkupiña, 15 de agosto

## Parroquias católicas
| Diócesis   | Nueva Orán                                                   |
| ---------- | ------------------------------------------------------------ |
| Parroquias | Nuestra Señora de Luján, Virgen de Luján y San Juan Pablo II |